# Fjällvårbrodd
Fjällvårbrodd (Anthoxanthum alpinum) är en växt i familjen gräs. Anses ibland vara en underart till vårbrodd (Anthoxanthum odoratum).